# دبستان مهرنرسی‌آباد
دبستان مهرنرسی آباد مربوط به دوره پهلوی اول است و در یزد، خیابان انقلاب، کوی نرسی آباد واقع شده و این اثر در تاریخ ۷ مهر ۱۳۸۱ با شمارهٔ ثبت ۶۳۲۲ به‌عنوان یکی از آثار ملی ایران به ثبت رسیده است.